# Alamosa megye
Alamosa megye az Amerikai Egyesült Államokban, azon belül Colorado államban található. Megyeszékhelye és legnagyobb városa Alamosa. Lakosainak száma 16 376 fő (2020. április 1.). Alamosa megye Saguache, Huerfano, Costilla, Conejos és Rio Grande megyékkel határos.

## Népesség
A megye népességének változása:
| Lakosok száma | 15 900 | 16 101 | 16 123 | 16 253 | 16 496 | 16 376 |
|               | 2010   | 2011   | 2012   | 2013   | 2015   | 2020   |